# Pascal Moguérou
Pascal Moguérou, né le 7 octobre 1961 à Morlaix (Finistère), est un conteur et illustrateur français spécialisé dans le petit peuple et les légendes bretonnes.

## Publications

### Comme auteur et illustrateur
- Participation aux textes de Baltimore et Redingote de Jean-Baptiste Monge, livre jeunesse (2000, Avis de Tempête)
- Sombres fééries, Le Lombard, 2017[2].
- L'heure des fées (date ?, éditeur ?)
- Les korrigans (date ?, éditeur ?)
- Les korrigans ou les petits contes secrets de la Lande (ou Les korrigans livre II) avec Pascal Jézéquel (date ?, éditeur ?)
- Le grand livre des korrigans (au bord des continents, 2004)
- Croquis de korrigans (éditeur ?, date ?)
- Sketchbook, préfacé par Jean-Baptiste Monge (éditeur ?, date ?)

### Comme illustrateur
- Légendes et contes de Bretagne, avec Jakez Gaucher et Patrick Jézéquel, COOP BREIZH  (date ?)
- Grandes figures de l'histoire de Bretagne, avec Yann Brekilien, COOP BREIZH (date ?)
- Les Mari-Morgans et autres légendes de la mer, avec Patrick Denieul et Patrick Jézéquel, Au bord des continents, coll. Avis de tempête, 2000

## Engagement politique
En 2020, il devient conseiller municipal de Plounéour-Ménez.

### Filmographie
- « Pascal Moguérou », in  Benjamin Lacombe ; Pascal Moguérou, films réalisés par Thierry Mercadal, On Stage, Lyon, Cap Canal, 2010, 52 min (DVD).